# Institutet för Livsmedel och Bioteknik
Institutet för Livsmedel och Bioteknik (SIK) var ett svenskt industriforskningsinstitut med inriktning mot livsmedel och bioteknik. Institutet hade cirka 90 anställda fördelade på ett huvudkontor i Göteborg och regionkontor i Linköping, Lund och Umeå.

## Historik
Institutet grundades 1946 som Svenska institutet för konserveringsforskning, SIK, och behöll förkortningen efter det.
2005 blev institutet ett dotterbolag till SP Sveriges Tekniska Forskningsinstitut.. Den 1 januari 2015 upphörde SIK som bolag och blev en enhet inom SP Sveriges Tekniska Forskningsinstitut, med namnet SP Food and Bioscience. 2016 slogs SP Food and Science samman med JTI (Institutet för jordbruks- och miljöteknik ) vilket från 2017 utgör enheten Jordbruk och livsmedel inom Rise-divisionen Biovetenskap och Material.